# 지구 위험 한계선

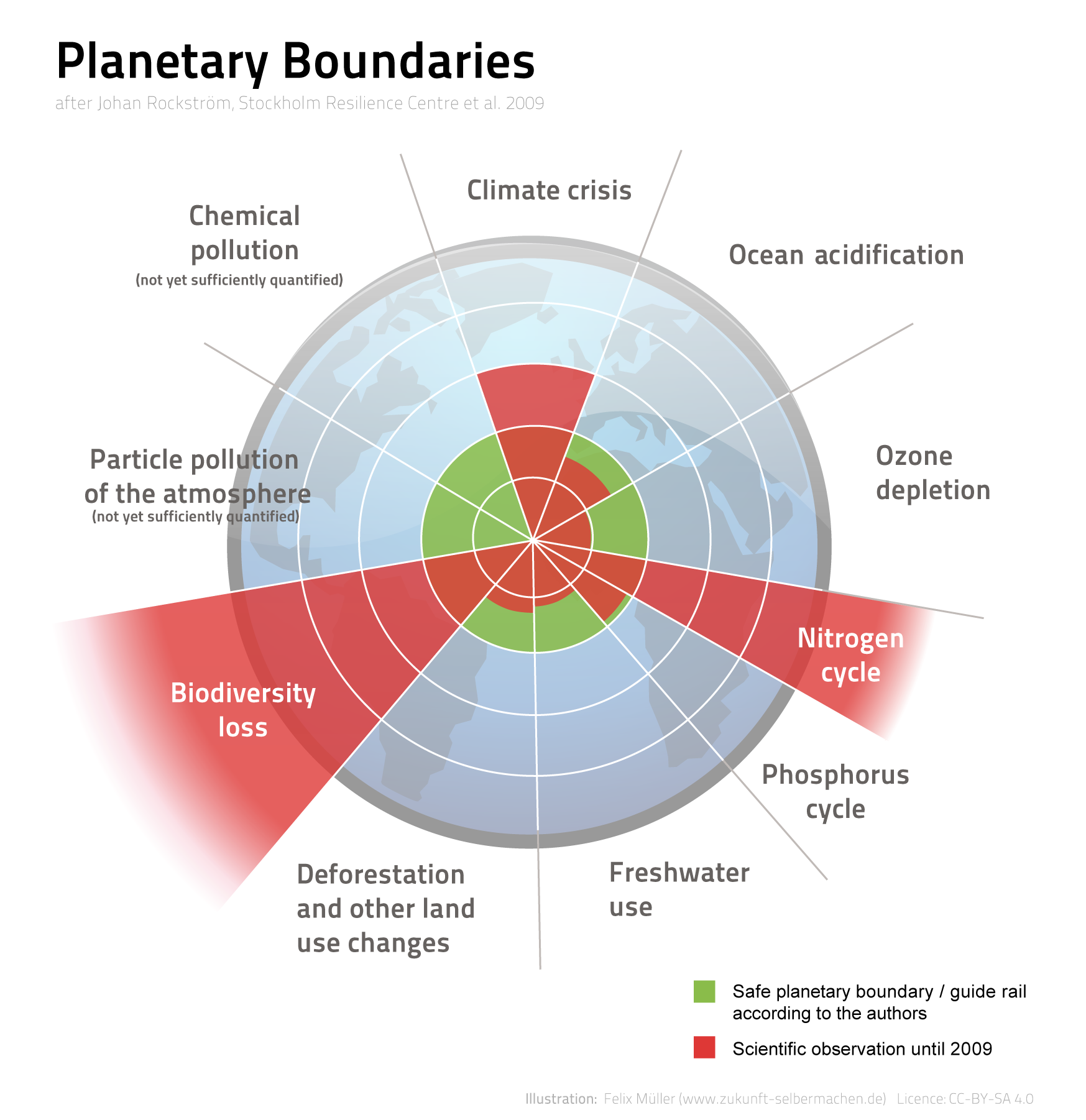

지구위험한계선(planetary boundaries)은 인류의 지속가능한 발전을 위해 반드시 보존해야 하는 영역들을 지구시스템과학적으로 제시한 개념이다. 이 개념에 따르면, 인간이 하나 이상의 지구위험한계선을 침범할 경우 기하급수적인 환경 변화가 일어나게 되어 대륙 또는 전체 지구가 영향을 받게 되며, 이로 인해 재앙적인 결과가 일어날 수 있다. 이러한 한계선의 기준은 지구의 환경에 인간이 미치는 영향을 토대로 작성되었다. 산업혁명 이후로 인간의 활동이 지구의 환경변화에 미치는 영향의 대부분을 차지하고 있다는 과학적 분석이 이러한 패러다임 제시의 시발점이 되었다. 2009년 요한 로크스트룀과 윌 스테판을 비롯한 환경과학자, 지구과학자들이 처음 제안하였고, 이들은 인류의 지속가능한 발전을 위해 전세계 각국의 정부, 국제기구, 시민사회, 과학계, 민간 부문이 지켜야 할 필수 전제조건을 정의하고자 하였다. 지구위험한계선에서는 인류가 넘지 말아야 할 경계선과 함께 인류가 지구를 안전하게 이용할 수 있는 영역에 대해서도 언급하고 있다. 패러다임이 제시된 2009년을 기준으로, 총 9개의 한계선 중 2개가 이미 침범되었으며, 다른 한계선들 역시 무너질 위험성에 처해있는 상태이다.

## 개념의 역사
2009년 스톡홀름 회복센터의 요한 로크스트룀과 호주 국립 대학교의 윌 스테판이 이끄는 지구 시스템 및 환경과학자 그룹은 노벨상 수상자인 파울 크뤼천, 고더드 우주 연구소(GISS)의 기후과학자 제임스 한센, 독일 총리의 수석 기후 고문 한스 요아힘 셸른후버를 포함한 26명의 석학들과 함께 인간 생존에 필수적인 9개의 “행성 생명유지 시스템 (planetary life support systems)”을 확인하고, 이들 항목 중 7개가 이미 정상 범주를 벗어났음을 정량화하려고 시도했다. 그들은 행성 거주가능성이 위협받지 않는 선에서 인간이 얼마나 이 항목들을 침범할 수 있는지를 예측했다. 행성 생명유지 시스템 중 기후 변화, 생물 다양성 손실, 생물지질학적 흐름 경계의 3가지 항목이 이미 정상 범주의 한계선을 침범한 것으로 추정된다. 이들이 2009년 제시한 지구위험한계선의 구체적 수치는 “대략적인 첫 번째 추정치”였으며, 지금까지 알려진 지식들의 한계로 인해 큰 불확실성을 가진 불확실한 값임을 밝혔다. 한계선의 항목들은 아직 잘 이해되지 않는 복잡한 방법으로 상호작용한다고 생각된다. 한계선은 “인간의 발전을 보장할 수 있는 안전한 공간“을 정의하기 위해 고안되었으며, 이는 인간이 지구에 미치는 영향을 최소화하기 위한 접근법을 보완한 것이다. 이들의 2009년 보고서는 암스테르담에 소재한 로마 클럽 총회에 제출되었고, 편집본이 2009년 네이처 특별판에서 특집 기사로 발표되었다. 이 기사는 노벨상 수상자인 마리오 J. 몰리나와 생물 학자 크리스티안 삼페르와 같은 선구적인 학자들로부터 비평을 받았다. 2015년에 지구위험한계선 개념을 업데이트하기 위해 사이언스 지에 두 번째 논문이 게시되었으며, 여기엔 조사내용과 분야별 한계선의 수치가 포함되었다. 이 내용은 2015년 1월 다보스에서 열렸던 세계 경제 포럼에서 발표되었다.
2018년에 로크스트룀이 참여한 연구 결과는 파리 협약에 명시된 기준, 즉 산업혁명 이전 평균 기온보다 2도 높은 수준으로 지구 온난화를 제한하려는 국제 협약에 의문을 제기한다. 과학자들은 평균 기온 수준을 파리 협약 기준까지 제한하기 위해 온실 가스 배출량이 실질적으로 감소하더라도, 기후 시스템이 양성 피드백을 통한 지구 온난화를 발생시켜 최종적으로 온실기후 상태(hothouse climate state)를 만들 가능성을 제기한다. 이것은 일부 지역을 사람이 살기 힘든 곳으로 만들 것이다. 구체적으로 해수면을 최대 60 미터 높이고, 과거 120만년 전의 간빙기보다 기온을 4–5 °C (7.2–9.0 °F) 정도 높은 수준으로 올릴 것이다. 록스트롬은 이것이 일어날 지 여부를 “과학에서 가장 실존적인 문제 중 하나”라고 지적했다. 연구 저자인 캐서린 리차드슨(Katherine Richardson)은 “지구는 역사 상 온도가 일정한 상태로 유지되는 준안정 상태(quasi-stable)를 가진 적이 없었다. 산업혁명 이전보다 2 °C 높은 기온을 유지한다는 계획은 기후 시스템 자체가 계속해서 온난화를 하도록 만드는 하나의 원인이 될 것이다. 비록 우리가 온실 가스 배출량을 줄여서 2 °C 높은 기온을 유지하더라도 다른 경로를 통해서 지구의 온도는 계속해서 올라가는 것이다. 결국 이것은 온실 가스의 배출을 줄이는 것 자체뿐만 아니라 더 혹독하게 가스를 감축해야 할 것을 의미한다. ”라고 말했다.

## 같이 보기
- 지구보건
- 생태경제학
- 탄소의 순환
- 가이아 이론
- 지구 온난화
- 대전환
- 성장의 한계